# Genovino

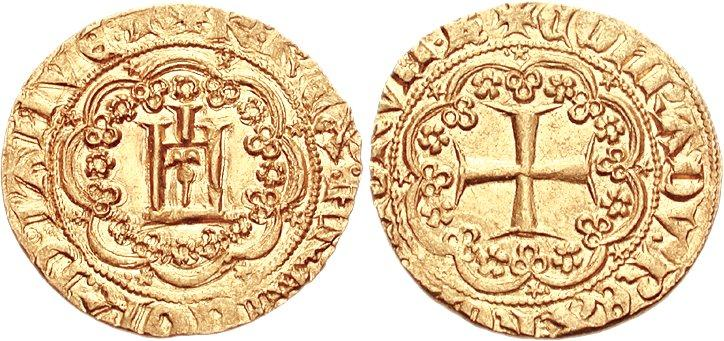
Genovino

Genovino var ett guldmynt som användes i republiken Genua från 1252 till 1415.

## Historia
Nya förråd av guld anlände till Västeuropa från Sudan, via karavaner från Sahara, vilket gjorde det möjligt för Florens och Genua att från 1200-talet börja präglingen av dessa valutor.
Genovino gavs ut i Genua för första gången 1252, strax före den florentinska valutan, och kom att ges ut till 1415. Vid sidan av genovinoen slås också mynt motsvarande dess åttondels värde (ottavino) och dess fjärdedel (quartarola).
Myntet hade en vikt på 3,49 g av 24 karat (det vill säga rent guld) och dess diameter är cirka 20 mm. Dess framsida representerade dörren till ett slott, typiskt för medeltida genuesiska mynt, och runt inskriptionen + IANUA, som betyder dörr på latin som resonerar som stadens namn, och som redan hade använts i de första valutorna.
Efter 1339, med Simone Boccanegra, den första dogen av Genua, började inskriptionen med: X DVX IANVENSIVM PRIMVS.